# Maratus personatus
Maratus personatus — вид павуків родини павуки-скакуни (Salticidae).

## Поширення
Вид поширений на заході Австралії.

## Опис
Тіло завдовжки 3-5 мм. Все тіло вкрите чорно-білими смугами. На голові знаходиться маска блакитного забарвлення.

## Спосіб життя
Цікавим є шлюбний танець самця. Зустрівши самицю, він піднімає догори передню пару кінцівок, вібрує ними і динамічно рухається з боку в бік.